# اهرنبرگ (تورینگن)
اهرنبرگ (تورینگن) (به آلمانی: Ehrenberg) یک شهر در آلمان است که در Hildburghausen واقع شده‌است. اهرنبرگ ۲۰۷ نفر جمعیت دارد.